# Internationella fredssoldatdagen
Internationella fredssoldatdagen är en temadag som firas 29 maj för att hedra alla som deltar eller har deltagit i Förenta nationernas fredsbevarande styrkor. Den antogs genom FN:s generalförsamlings resolution 57/129 den 11 december 2002, och firades för första gången år 2003. Den 29 maj 1948 bildades UNTSO, FN:s organisation för fredsbevarande i Mellanöstern, därav valet av datum för denna temadag.
Den svenska regeringen har även beslutat att den 29 maj ska vara en gemensam minnesdag för alla svenska veteraner.